# Барвінок (Луцький район)
Барві́нок (до 1964 року — Броніславка) — село в Україні, у Торчинській селищній громаді Луцького району Волинської області. На даний момент ніхто не проживає.

## Історія
У 1906 році село Броніславівка Щуринскої волості Луцького повіту Волинської губернії. Відстань від повітового міста 32 верст, від волості 7. Дворів 19, мешканців 106.
До 14 серпня 2015 року село підпорядковувалось Хорохоринській сільській раді Луцького району Волинської області.
У 2015-2020 рр. в складі Смолигівської сільської територіальної громади.

## Населення
Згідно з переписом УРСР 1989 року чисельність наявного населення села становила 9 осіб, з яких 5 чоловіків та 4 жінки.
За переписом населення України 2001 року в селі мешкали 2 особи. 100 % населення вказало своєю рідною мовою українську мову.